# Бехербах бај Кирн
Бехербах бај Кирн (њем. Becherbach bei Kirn) општина је у њемачкој савезној држави Рајна-Палатинат. Једно је од 119 општинских средишта округа Бад Кројцнах. Према процјени из 2010. у општини је живјело 415 становника. Посједује регионалну шифру (AGS) 7133010.

## Географски и демографски подаци
Бехербах бај Кирн се налази у савезној држави Рајна-Палатинат у округу Бад Кројцнах. Општина се налази на надморској висини од 260 метара. Површина општине износи 8,4 km². У самом мјесту је, према процјени из 2010. године, живјело 415 становника. Просјечна густина становништва износи 49 становника/km².